# Björn Dahlström
Björn Dahlström (1957) è un designer svedese.

## Attività

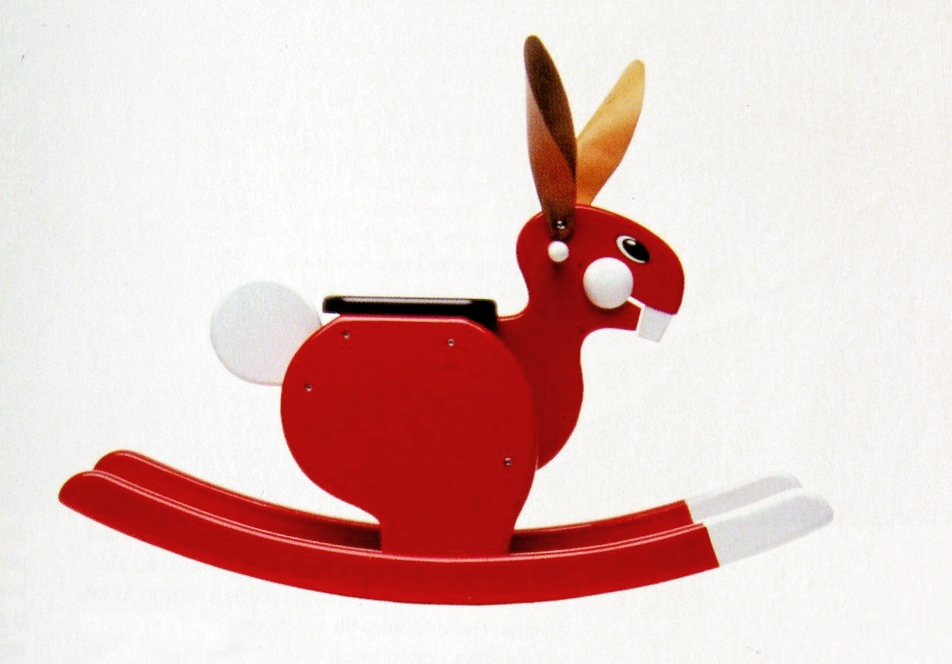
Rocking Rabbit, 1985

Dahlström all'inizio della sua carriera si è occupato di progettazione grafica, fondando nel 1982 la Dahlström Design, successivamente all'esperienza maturata durante gli anni '70 nel campo della grafica pubblicitaria e dell'animazione per cinema e tv.
Negli anni '90 il designer svedese si è occupato di disegno industriale, progettando Rocking Rabbit e Toycar per la Playsam e mobili per la CBI.  La progettazione del prodotto risente delle sue esperienze in campo grafico.
Si è occupato del design di torce, saldatori e trapani per Primus e Atlas Copco, giocattoli per Acquaplay, mobili in plastica per Magis, oggetti da cucina per Hackman, restando in linea con l'arte del progettare scandinavo.
Dal 1999 è professore di Design del mobile all'Istituto universitario di Arti, Mestieri e Design di Stoccolma.

### Premi
- 16 Excellent Swedish Design Awards
- 2 Plus Design Awards